# Żyrafa północna
Żyrafa północna (Giraffa camelopardalis) – ssak parzystokopytny należący do rodziny żyrafowatych. Do tego gatunku zalicza się 3 podgatunki:
- żyrafę nubijską – duże kasztanowe i prostokątne wzory rozmieszczone nieregularnie na białym lub kremowym tle. Dolne części nóg jaśniejsze i bez wzorów. Zamieszkują wschodni Sudan Południowy, zachodnią Etiopię, północną Ugandę i środkowo-zachodnią Kenię.
- żyrafę kordofańską – mają blade i nieregularne wzory, dolne części nóg widocznie bielsze i bez wzorów. Zamieszkują południowy Czad, Republikę Środkowoafrykańską, północny Kamerun, północną Demokratyczną Republikę Konga i zachodni Sudan Południowy.
- żyrafę nigeryjską – zauważalnie jaśniejsza w wyglądzie z prostokątnymi brązującymi łatami, rozdzielonymi grubymi liniami w kolorze kremowym. Dolne partie nóg blade i bez wzorów. Zamieszkują Niger.

## Występowanie

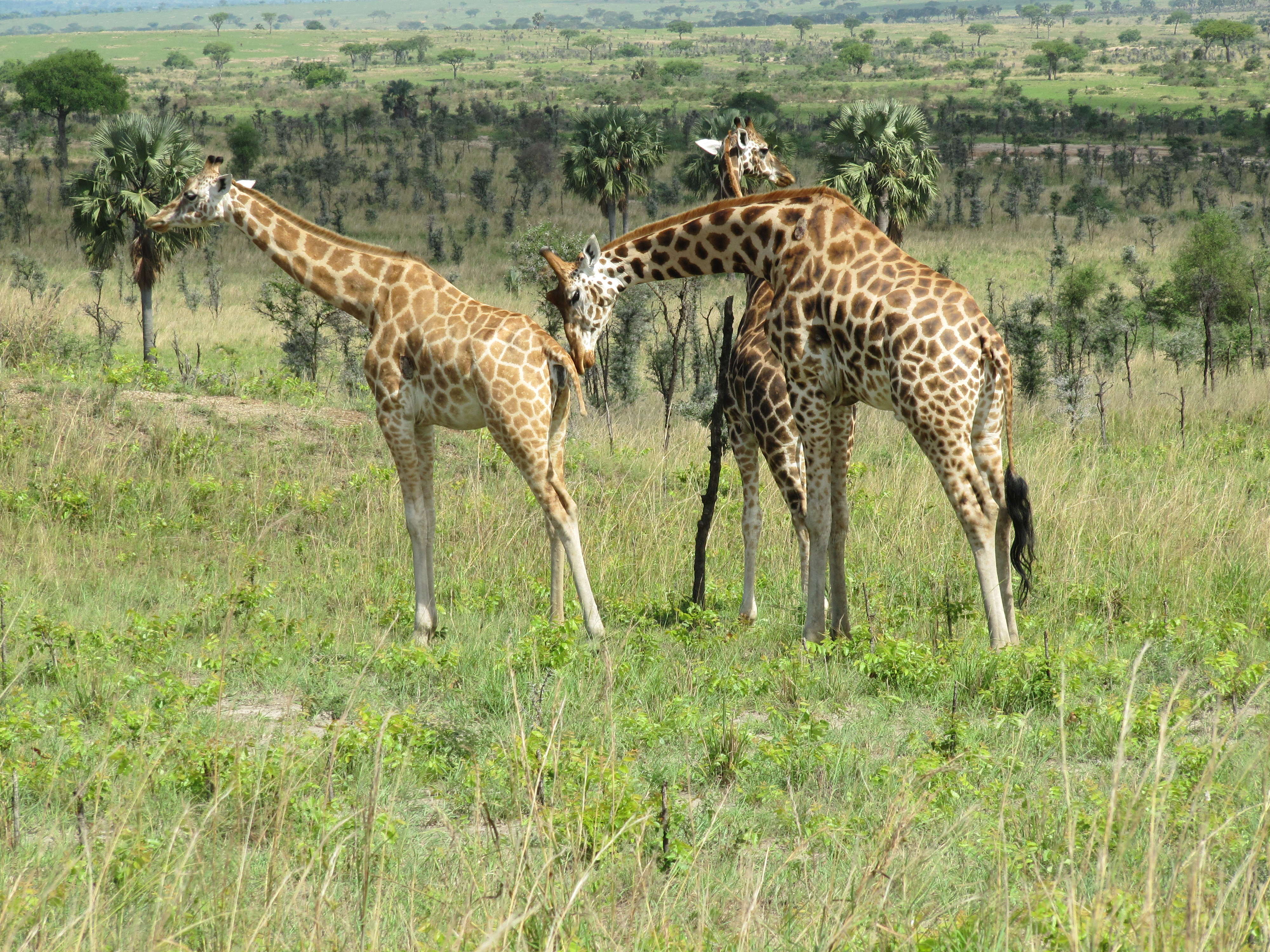
Północne żyrafy w Parku Narodowym Wodospadu Murchisona.

Naturalnie zamieszkuje sawanny, krzewy i lasy Afryki Środkowej. Historycznie północne żyrafy zamieszkiwały na terenach dzisiejszych państw: Czad, Algieria, Maroko, Libia i Egipt. Szacuje się, że wyginęły na tych obszarach ok. 600 r. n.e., kiedy gorący i suchy klimat pustyni uniemożliwił dalsze funkcjonowanie. Szacunki wykazały populację 3050 północnych żyraf na całym kontynencie, co oznaczało znaczny spadek populacji od czasu ostatniej oceny. Gatunek ten jest zagrożony wyginięciem szczególnie w podgatunku Afryki Zachodniej.
Badania z 2021 r. wykazały liczebność blisko 6 tys. osobników.